# KEWS Schoonbeek-Beverst
Koninklijke Eendracht White Star Schoonbeek Beverst is een Belgische voetbalclub uit Beverst en zijn gehucht Schoonbeek. De club is aangesloten bij de KBVB met stamnummer 2727 en heeft groen als clubkleur, met een witte ster op de uitrusting en in het logo. De club speelde als White Star FC Beverst meer dan een decennium in de nationale reeksen en fusioneerde in 2010 met EFC Schoonbeek.

## Geschiedenis
In 1936 werd White Star Beverst opgericht en in 1938 sloot men zich aan bij de Belgische Voetbalbond, waar men stamnummer 2727 kreeg toegekend. Beverst speelde er de eerste decennia in de provinciale reeksen. De club had paars en wit als kleuren. De uitrusting had een witte ster op de borst.
Beverst klom op in de provinciale reeksen en in 1973 bereikte de club voor het eerst de nationale bevorderingsreeksen of Vierde Klasse. Men kon er zich vlot handhaven en in het tweede seizoen behaalde men al een tweede plaats, op amper twee punten van reekswinnaar SK Bree. Het volgende seizoen deed men het nog beter. Beverst werd reekswinnaar en stootte zo na drie seizoenen nationaal voetbal in 1976 al door naar Derde Klasse.
In Derde Klasse kende de club echter weinig succes. Het debuutseizoen werd beëindigd op een voorlaatste plaats en de club zakte in 1977 al meteen terug naar Vierde Klasse. Het zou bij dit ene seizoen in Derde Klasse blijven. WS Beverst speelde nog een paar seizoenen mee in de middenmoot in Vierde Klasse, tot men in 1981 op een degradatieplaats eindigde. Na acht jaar nationaal voetbal zakte de club terug naar Eerste Provinciale.
Beverst bleef echter niet lang weg uit de nationale reeksen, want een jaar later, in 1982, promoveerde de club al opnieuw naar Vierde Klasse. Men speelde er opnieuw verschillende seizoenen mee in de middenmoot, tot men in 1987 weer op een degradatieplaats eindigde. Na vijf jaar zakte men zo opnieuw naar de provinciale reeksen.
KWS Beverst bleef in de provinciale reeksen spelen en zakte er verder weg. In het begin van de 21e eeuw zakte K. Wit-Ster Beverst zelfs tot in Derde Provinciale. In 2010 besloot men samen te gaan met het naburige Eendracht FC Schoonbeek. Deze jongere club was bij de KBVB aangesloten met stamnummer 5646 en opgeklommen tot in Eerste Provinciale. De fusieclub werd Koninklijke Eendracht White Star Schoonbeek-Beverst genoemd (afgekort ook wel KEWS Schoonbeek Beverst) en speelde verder met stamnummer 2727 van Wit-Ster Beverst, weliswaar in Eerste Provinciale. Stamnummer 5646 van KEFC Schoonbeek verdween. De nieuwe clubkleur werd groen, met een witte ster op de borst in de uitrusting. De eerste ploeg ging spelen in Schoonbeek, de jongste jeugdploegen op de terreinen in Beverst. Het eerste seizoen als fusieclub verliep echter moeizaam en men werd op ruime afstand laatste in de eindrangschikking, waaruit SC Zichen-Zussen-Bolder, dat in de loop van het seizoen forfait had gegeven, bovendien was geschrapt. De club zakte zo terug naar Tweede Provinciale.

## Resultaten
| Seizoen | Klasse | Klasse | Klasse | Klasse | Klasse | Klasse | Klasse | Klasse | Klasse | Reeks                                                    | Punten                                                   | Opmerkingen |
| | I      | I      | II     | III    | IV     | P.I    | P.II   | P.III  | P.IV   |                                                          |                                                          | |
| --- | ------ | ------ | ------ | ------ | ------ | ------ | ------ | ------ | ------ | -------------------------------------------------------- | -------------------------------------------------------- | --- |
| Sinds 1936 als White Star Beverst (WS Beverst). Tussen 1938 en 1973 speelde men in de provinciale reeksen. |        |        |        |        |        |        |        |        |        |                                                          |                                                          | |
| 1973/74 |        |        |        |        | 10     |        |        |        |        | Vierde klasse D                                          | 28                                                       | |
| 1974/75 |        |        |        |        | 2      |        |        |        |        | Vierde klasse B                                          | 43                                                       | De nacompetitie gewonnen door gelijk te spelen tegen FC Heist Sportief (0-0) en vervolgens te winnen van Daring Club Leuven (2-1) en KFC Eeklo (0-1). Uiteindelijk was er geen bijkomende stijger.                      |
| 1975/76 |        |        |        |        | 1      |        |        |        |        | Vierde klasse C                                          | 46                                                       | Kampioen |
| 1976/77 |        |        |        | 15     |        |        |        |        |        | Derde klasse B                                           | 21                                                       | |
| 1977/78 |        |        |        |        | 6      |        |        |        |        | Vierde klasse B                                          | 32                                                       | |
| Sinds 1978 als Koninklijke Wit-Ster Beverst (KWS Beverst). |        |        |        |        |        |        |        |        |        |                                                          |                                                          | |
| 1978/79 |        |        |        |        | 8      |        |        |        |        | Vierde klasse A                                          | 30                                                       | |
| 1979/80 |        |        |        |        | 5      |        |        |        |        | Vierde klasse C                                          | 33                                                       | |
| 1980/81 |        |        |        |        | 14     |        |        |        |        | Vierde klasse D                                          | 26                                                       | Verloren in eindronde. |
| 1981/82 |        |        |        |        |        |        |        |        |        | Eerste Prov. Limburg                                     | 20                                                       | |
| 1982/83 |        |        |        |        | 10     |        |        |        |        | Vierde klasse D                                          | 29                                                       | |
| 1983/84 |        |        |        |        | 5      |        |        |        |        | Vierde klasse C                                          | 35                                                       | |
| 1984/85 |        |        |        |        | 5      |        |        |        |        | Vierde klasse D                                          | 38                                                       | |
| 1985/86 |        |        |        |        | 7      |        |        |        |        | Vierde klasse B                                          | 32                                                       | |
| 1986/87 |        |        |        |        | 14     |        |        |        |        | Vierde klasse C                                          | 22                                                       | |
| Vanaf 1987 speelde men opnieuw in de provinciale reeksen. |        |        |        |        |        |        |        |        |        |                                                          |                                                          | |
| 2004/05 |        |        |        |        |        |        |        | 4      |        | Derde Prov. Limburg D                                    | 56                                                       | |
| 2005/06 |        |        |        |        |        |        |        | 2      |        | Derde Prov. Limburg C                                    | 63                                                       | |
| 2006/07 |        |        |        |        |        |        | 16     |        |        | Tweede Prov. Limburg C                                   | 15                                                       | |
| 2007/08 |        |        |        |        |        |        |        | 6      |        | Derde Prov. Limburg D                                    | 43                                                       | |
| 2008/09 |        |        |        |        |        |        |        | 12     |        | Derde Prov. Limburg D                                    | 32                                                       | |
| 2009/10 |        |        |        |        |        |        |        | 10     |        | Derde Prov. Limburg D                                    | 37                                                       | |
| In 2010 fuseerde men met Eendracht FC Schoonbeek (EFC Schoonbeek) om zo Koninklijke Eendracht White Star Schoonbeek-Beverst (KEWS Schoonbeek-Beverst) te vormen. De club nam Schoonbeeks plaats in eerste provinciale Limburg in. |        |        |        |        |        |        |        |        |        |                                                          |                                                          | |
| 2010/11 |        |        |        |        |        | 15     |        |        |        | Eerste Prov. Limburg                                     | 20                                                       | |
| 2011/12 |        |        |        |        |        |        | 14     |        |        | Tweede Prov. Limburg B                                   | 26                                                       | |
| 2012/13 |        |        |        |        |        |        |        | 2      |        | Derde Prov. Limburg C                                    | 52                                                       | Verloren in eindronde van KVV Stal Sport (2-4 in tot.). |
| 2013/14 |        |        |        |        |        |        |        | 1      |        | Derde Prov. Limburg B                                    | 66                                                       | Kampioen. |
| 2014/15 |        |        |        |        |        |        | 11     |        |        | Tweede Prov. Limburg B                                   | 37                                                       | |
| 2015/16 |        |        |        |        |        |        | 4      |        |        | Tweede Prov. Limburg B                                   | 52                                                       | Gewonnen in eindronde van Standard Elen (6-5 in tot.), vervolgens opnieuw gewonnen van KFC Flandria Paal (5-0 in tot.), geen bijkomende stijgers dus geen promotie.                                                     |
| | 1A     | 1B     | 1Am    | 2Am    | 3Am    | P.I    | P.II   | P.III  | P.IV   | Vanaf 2016-17 zijn er 3 nationale en 2 regionale niveaus | Vanaf 2016-17 zijn er 3 nationale en 2 regionale niveaus | Vanaf 2016-17 zijn er 3 nationale en 2 regionale niveaus |
| 2016/17 |        |        |        |        |        |        | 5      |        |        | Tweede Prov. Limburg B                                   | 47                                                       | Gewonnen in eindronde van KFCMD Halen (4-3 in tot.), vervolgens verloren van Weerstand Koersel (2-1 in tot.), in de finale van de eindronde werd verloren er verloren van Eendracht Mechelen-aan-de-Maas (5-6 in tot.). |
| 2017/18 |        |        |        |        |        |        | 2      |        |        | Tweede Prov. Limburg B                                   | 65                                                       | Gewonnen in eindronde van KSK Meeuwen (6-3 in tot.), vervolgens opnieuw gewonnen van FC Landen (1-1 in tot.), in de finale van de eindronde werd verloren er verloren van Torpedo Hasselt (2-5 in tot.).                |
| 2018/19 |        |        |        |        |        |        | 1      |        |        | Tweede Prov. Limburg B                                   | 67                                                       | Kampioen. |
| 2019/20 |        |        |        |        |        | 8      |        |        |        | Eerste Prov. Limburg                                     | 39                                                       | Competitie vroegtijdig stopgezet omwille van coronapandemie. |
| 2020/21 |        |        |        |        |        | 1      |        |        |        | Eerste Prov. Limburg                                     | 15                                                       | Geschrapt wegens de Coronacrisis. |
| 2021/22 |        |        |        |        |        | 2      |        |        |        | Eerste Prov. Limburg                                     | 59                                                       | Rechtstreekse promotie, Achel VV had geen licentie. |
| 2022/23 |        |        |        |        | 11     |        |        |        |        | Derde afdeling VV B                                      | 33                                                       | |
| 2023/24 |        |        |        |        | 11     |        |        |        |        | Derde afdeling VV B                                      | 40                                                       | |
| 2024/25 |        |        |        |        | 4      |        |        |        |        | Derde afdeling VV B                                      | 56                                                       | |
| 2025/26 |        |        |        |        |        |        |        |        |        | Derde afdeling VV B                                      |                                                          | |